# 吉林市广播电视台
吉林市广播电视台，是中华人民共和国吉林省吉林市的一家广播电视播出机构，也是中共吉林市委、吉林市人民政府的喉舌。2015年5月11日，吉林市电视台、吉林市人民广播电台、吉林市经济广播电台合并而成。

## 发展历程
吉林市是中国大陆较早开播电视台与广播电台的地级市之一。

### 电视阶段
吉林市电视台，原名吉林电视台，于1960年7月1日开播，为中国大陆地区第九家电视台，亦是大中华地区普通地级市的第一家电视台。
吉林市电视台于1960年7月1日开播。1962年6月17日，吉林市电视台停播。期间吉林市电视台使用1频道（旧标准），每周六播放一次黑白电视节目，时长为2小时30分。
1966年5月1日，吉林市电视台恢复播出，旋遭文化大革命，于1967年1月15日再次停播。1970年5月1日，再次恢复播出，在1频道（新标准）每周播出两次。1976年1月1日起，吉林市电视台开始在吉林地区转播北京电视台（即后来的中央电视台）的节目；1979年2月6日起，又在白天转播中央广播电视大学的教学节目。1982年，1频道开播彩色电视信号。1978年10月，位于长春市的长春电视台更名为吉林电视台，吉林电视台相应更名为吉林市电视台。
1984年1月3日，吉林市电视台自办节目开始使用独立的8频道播出。初期每周仍播出两次；并曾由于播出条件不足停播半年之久。1985年起，改为每周播出3次。1985年，吉林市电视台自办节目平均每周播出10小时。1频道专门用于转播中央电视台的综合节目和中央广播电视大学的教学节目。
1990年代，中国政府决定发展有线电视事业。随后吉林市有线电视运营商又成立了吉林市有线电视台和吉林市教育电视台。
2001年7月1日，根据国家广播电影电视总局命令，有线电视台网和无线电视台网合并。两网合并前，吉林市电视台有两个频道：8台吉林市一台、16台吉林市二台；吉林市有线电视台有六个频道：综合频道、教育教学频道、信息频道、电视直销频道、广电点歌频道、华丹影视频道、商务频道；另有吉林市教育电视台一个有线频道。两网合并后，九个频道整合为五个，广电合并前的所有频道全部成型。
2007年又完成了有线电视数字化。2007年6月25日，吉林市电视台地面电视16频道改版为娱乐频道。2010年，娱乐频道地面电视信号停播。
截至合并前，吉林市电视台有五套节目：新闻综合频道、经济生活频道、公共频道、娱乐频道、电视剧频道。
吉林市电视台是全国电视剧创作实力较强的地市级电视台之一，曾拍摄制作《种啥得啥》、《都市外乡人》、《插树岭》等电视剧。

### 广播阶段
吉林市人民广播电台是全国成立较早的电台之一。
吉林市人民广播电台最早可以追溯至1945年2月开始播音的伪满洲电信电话株式会社吉林放送局。1945年8月，苏联接管吉林放送局，11月21日改称吉林广播电台，重新开始播音。1946年2月，改称吉林新华广播电台。5月27日，电台工作人员撤往延吉；设备没能一起带走，被国民党接收，同年7月成立吉林广播电台。1948年3月9日，吉林市解放，延吉新华广播电台派出一批骨干接收吉林广播电台设备，18日晚重新以吉林新华广播电台的名义播音。1949年5月1日，改称吉林人民广播电台。
1954年9月5日，吉林省省会迁往长春市，吉林人民广播电台也迁往长春。吉林市委以吉林人民广播电台留在吉林市的13名编播、技术人员为骨干，建立起吉林市人民广播电台，9月8日开始播音。1960年3月5日，又开播第二套广播节目。1978年中，因为没有足够的天线，第二套广播曾短暂停播。
文化大革命之前，吉林市人民广播电台的两套广播频率分别为第一套广播930kHz、第二套广播1494kHz（为方便收音，在部分节目单中标注为1490kHz）；1985年12月1日第一套广播频率调整为927kHz。
1989年1月21日，调频立体声广播试播，频率为103.4MHz。
1996年10月12日，吉林市人民广播电台第二套节目改版为文艺频率；次年9月1日改以702kHz播出。原使用的1494kHz交由1994年10月成立的吉林市经济广播电台使用。1998年7月5日，交通音乐台开始广播，频率为105.3MHz。
2004年6月6日，吉林市小说长书台开始广播，频率为1143kHz。2005年1月1日，吉林市人民广播电台与永吉县广播电视局合作经营松花江之声，频率为100.8MHz，次年改为88.3MHz。2011年1月1日，大众生活频率改版为老年之声。2012年，松花江之声改版为汽车生活广播。
截至合并前，吉林市人民广播电台有五套节目：新闻广播、交通广播、汽车生活广播、老年之声、小说长书广播；吉林市经济广播电台有四套节目：都市生活广播、都市110、江城音乐广播、健康广播，同时运营一套电视节目：睛彩江城。两台9套广播节目覆盖吉林省中北部及黑龙江省南部约两千万人口，日播出节目总量达到约200小时。

### 融合阶段
2015年5月11日，在原吉林市电视台、吉林市人民广播电台、吉林市经济广播电台的基础上，整合成立吉林市广播电视台。
三台合并后，新成立的吉林市广播电视台按照新闻立台、创新强台、人才兴台的总体战略，实行机构整合，将原来的58个部门整合成39个部门，提高了效率。同时节目编排上也进行了整合。2017年起，经济广播电台下原都市110频道与原都市生活广播内容整合，形成新的都市110频道，原90.3MHz频率停频。经过一轮调整，吉林市广播电视台由合并成立时的9套广播、6套电视，整合成为5套广播、4套电视。
2017年4月7日，吉林市广播电视台新闻综合频道、公共频道地面数字电视信号开播。2018年7月5日，交通音乐广播分频为新的交通广播和音乐广播。2020年11月15日，吉林市广播电视台在吉林市城区的模拟电视信号停止播出，结束长达60年的模拟电视广播。

## 旗下媒体

### 电视频道
| 頻道名稱     | 语言   | 广播格式                         | 啟播時間                                   | 频道前身 | 吉视传媒有线数字电视 | 地面数字电视 |
| 新闻综合频道 | 普通話 | SD: PAL 576i 16:9 HD: 1080i 16:9 | 标清版：1960年7月1日 高清版：2024年4月3日  | 吉林电视台 吉林市电视台（主频，8频道） 吉林市电视台一套 | 019ch                | 47ch-7       |
| 生活频道     | 普通話 | SD: PAL 576i 16:9 HD: 1080i 16:9 | 标清版：1994年1月1日 高清版：2024年4月3日  | 前吉林市电视台娱乐频道：吉林市电视台二套（16频道）、吉林市电视台三套、吉林市电视台房地产综艺频道 前吉林市电视台公共频道：吉林市有线电视四套、吉林市有线电视直销频道、吉林市有线华丹影视频道、吉林市电视台四套、吉林市电视台华丹影视频道、吉林市电视台电视剧频道、吉林市电视台公共民生频道 前吉林市有线商务频道：吉林市有线电视五套 | 020ch                | 47ch-8       |
| 科教频道     | 普通話 | SD: PAL 576i 16:9 HD: 1080i 16:9 | 标清版： 1994年1月1日 高清版：2024年4月3日 | 吉林市有线电视二套 吉林市有线教育教学频道 吉林市电视台五套 吉林市电视台科教频道 吉林市电视台电影频道 吉林市电视台科教农业频道 | 021ch                |              |

注：
外县、其他数字电视提供商、IPTV、网络电视频道排布方式不同，由于较小众，故不再单列。
停播频道：
- 经济生活频道：1994年1月1日开播，曾用名：吉林市有线一套、吉林市有线综合频道、吉林市电视台二套、吉林市电视台生活频道，2017年1月1日停播，部分节目转移至新闻综合频道播出。
- 娱乐频道：1995年开播，曾用名：吉林市电视台二套（16频道）、吉林市电视台房地产综艺频道，吉林市电视台三套，2011年1月1日停播。部分节目转移至公共频道播出。
- 吉林市有线三套（信息频道）：1994年1月1日开播，2001年7月1日停播，部分节目转移至娱乐频道和科教频道播出。
- 吉林市有线五套（商务频道）：1994年1月1日开播，2001年7月1日停播，部分节目转移至公共频道播出。
- 睛彩江城频道：开播和停播时间不详。

### 广播频率
| 頻道名稱              | 语言   | 频道频率     | 啟播時間      | 頻道口號 | 频道前身                                                           | 備註  |
| 综合广播              | 普通話 | FM90.3 AM927 | 1954年9月8日  |          | 吉林市人民广播电台第一套节目 吉林市新闻广播                        | [ 6 ] |
| 经济广播·都市110      | 普通話 | FM89.3       | 2003年6月22日 |          | 吉林市信息广播 原吉林市都市生活广播                                | [ 6 ] |
| 交通广播              | 普通話 | FM93.9       | 1998年7月5日  |          | 原吉林市交通音乐广播                                               | [ 6 ] |
| 音乐广播              | 普通話 | FM105.3      | 1998年7月5日  |          | 原吉林市交通音乐广播                                               | [ 6 ] |
| 大众生活广播·老年之声 | 普通話 | FM99.8 AM702 | 1960年3月5日  |          | 吉林市人民广播电台第二套节目 吉林市大众生活广播 吉林市广播老年之声 | [ 6 ] |

### 新媒体
- 吉林雾凇台APP